# Einführung in die Metaphysik
Einführung in die Metaphysik (Introducció a la metafísica) és una obra del filòsof Martin Heidegger, publicada a Alemanya el 1953, que reprén un antic curs impartit per l'autor amb el mateix títol el semestre d'estiu a la Universitat de Friburg el 1935. Aquesta obra és una fita important entre Ser i temps i l'obra posterior de Heidegger. Marca una ruptura amb els cursos de Marburg an der Lahn i Ser i temps del 1927. Hi veiem, pel retorn a les paraules més antigues de la filosofia, la formació d'una nova lectura del pensament grec, com mostra Jean-François Courtine en el llibre col·lectiu dedicat a aquesta obra.

## Visió general
Aquesta publicació arriba durant el que Dominique Janicaud anomena "el repunt dels anys cinquanta", que constitueix la segona recepció a l'estat francés del pensament del filòsof, que s'obri amb la publicació, el 1957, de la Carta sobre l'humanisme. Aquest nou treball, tan "estrany i tan desagradable", trastoca l'horitzó de la filosofia contemporània, així com el que havíem cregut entendre fins ara de les tesis pròpies de l'autor, seguint Ser i temps. A causa de les seues innovacions semàntiques, l'assaig conté en la darrera part un lèxic important sobre tota una sèrie de paraules noves i una extraordinària novetat dels conceptes posats en joc en aquesta etapa del procés de pensament del filòsof.
Es tracta de pensar la metafísica des de la seua base. Servanne Jollivet defineix el projecte d'aquest curs així: "en donar a la metafísica la possibilitat de tornar al seu propi qüestionament, es descobreix el fonament latent de la nostra història […] La història nostra es pot reconduir llavors a la història de l'ésser com al seu impensat" per posar a prova així la seua historicitat en la qual es puguen recuperar possibilitats oblidades.
Aquest curs és, entre tots, el que exposa de manera més explícita la pregunta orientada al "sentit de ser", Sinn des Seins, que és el de Ser i temps, al de la "història de l'ésser", Geschichte des Seins, que serà designada com la qüestió de "la veritat de ser". Jean-François Courtine recorda la preocupació de Heidegger per revelar la continuïtat del moviment del pensament que condueix des de Ser i temps del 1927 fins a aquest curs del 1935. "Per a tots els lectors, la Introducció a la metafísica haurà estat un document decisiu per a entendre el camí seguit per Heidegger als anys trenta i per identificar el famós "punt d'inflexió" que el caracteritza. El curs inaugurà una nova lectura del pensament grec, en reprendre les paraules més antigues de la filosofia  (Heràclit i Parmènides), però també la poesia tràgica d'Èsquil i sobretot de Sòfocles", escriu Jean-François Courtine.

## La qüestió de ser

### L'estat de la qüestió
En el primer capítol, Heidegger dona una visió àmplia de l'estat de la "qüestió de l'ésser" en la filosofia contemporània. Simple mot, "vapor o error", Segons Nietzsche, l'ésser ja no és res per a nosaltres. L'únic que importa és ser, la ciència, els resultats. Malgrat tots els intents de ressuscitar la metafísica, la qüestió de l'ésser continua sense resposta. Jean Greisch exposa breument tres raons per a això: la certesa dogmàtica que l'ésser és el concepte més universal que prohibeix qualsevol definició per a gènere o espècie. Aquesta indefinibilitat significa que l'ésser no es pot concebre com a ser. Aquest concepte seria tan evident que prescindiria d'anàlisis posteriors. A més a més, si l'ésser és bàsicament només un concepte vague i polisèmic que es troba sols en les llengües indoeuropees (com diu Jean Grondin), quin sentit té donar-hi importància? Cal assenyalar, si més no, que aquestes raons, tot i rellevants, no fan justícia a la posició de Heidegger sobre aquest tema, per això "oblidar-se de l'ésser" pertany en sentit estricte a l'essència mateixa de la metafísica. Aquesta "supervisió", tant sovint evocada per Heidegger, esdevé el que caracteritza la metafísica des del seu naixement fins a ser el destí de tota una època.
La pregunta anomenada "qüestió de ser", que recorre tota la metafísica, vol dir, segons la interpretació actual, d'Anaximandre a Nietzsche, qüestionar els éssers "com a tals" i no sobre l'Ésser mateix, és qüestionar sobre "ser". Només seria, segons Heidegger, a partir de la seua obra Being and Time, que qui qüestiona aborda l'"ésser com a tal".
Com en qualsevol pregunta relacionada amb el ser, la pregunta "què n'hi ha de l'ésser?" s'inclou dins la pregunta guia fonamental com a pregunta prèvia. El concepte tradicional de "ser", en el significat verbal, amb les seues quatre divisions (pensament, aparença, esdevenir, deure), ignora el no-res. Davant aquesta observació, Heidegger ens convida a comprometre's en una nova fundació, tornant al punt de partida grec, en què es va produir el fet fonamental Grundgeschen de "ser-hi" occidental (el Dasein occidental), quan l'ésser encara s'anomenava Phusis.
El primer capítol de l'obra s'obri amb una pregunta inusual: "Per què en general hi ha ser, en lloc de res?", l'examen en profunditat d'açò al llarg del capítol, hauria de permetre, segons Heidegger, arribar al cor de la "metafísica". Preguntar-se fins al final és en allò que consisteix la filosofia, en resumeix Martina Roesner.

### El salt a la pregunta
Amb aquesta pregunta, l'ésser humà vol abraçar tots els "éssers", siguen qui siguen. Cerca el fonament de l'ésser tal com és "ser", és a dir, el que fa que el ésser siga. Com suggereix Heidegger a la segona part de la frase, "més que res?", especifica implícitament que es tracta de qüestionar no cap causa, com tota la tradició metafísica ens anima a fer, sinó en una direcció i dimensió completament diferents, allò que constitueix l'ésser en connexió amb la seua alternativa, el "no ser", és a dir, el "no-res". Heidegger anomena aquesta pregunta alternativa la qüestió de totes les preguntes, en la mesura en què es coformula implícitament en totes les preguntes. La consideració del no-res com una possible alternativa no és pas neutral, s'imposa a la qüestió de "ser", una nova i fonamental curvatura, una inversió, ens diu Christian Sommer.
En aquest nivell de generalitat, la pregunta, com a acte, però també l'ésser humà o Dasein que es planteja la pregunta, es troben  concernits també ells, com a éssers, compresos en l'ésser qüestionat i tornen a caure en la mateixa alternativa (la copertinença de l'ésser i el no-res); inclòs en ser però també d'alguna manera, aïllat, exterior, enfrontat. Com assenyala Heidegger:"La qüestió sobre per què se situa, per dir-ho d'alguna manera, enfrontat a l'ésser com un tot i, per tant, n'emergeix, tot i que no mai del tot." D'aquesta manera el curs planteja el qüestionament metafísic inicial "davant el xoc a canvi de la seua pregunta del per què". El "perquè" de la qüestió metafísica també es qüestiona com a tal. Per a Heidegger, qüestionar d'aquesta manera és filosofar. El salt en qüestió comença per apartar-se de qualsevol fonament inamovible i cert.
L'experiment fet ací té l'aparença "d'un salt" pel qual l'individu abandona tota mena de seguretat prèvia, real o aparent. Córrer el risc de qüestionar fins al final, qüestionant la pregunta i així successivament, fins al vertigen, quan això passa, quan tot vacil·la, és, per a Heidegger, la característica de la filosofia. El que és remarcable en la qüestió fonamental així formulada i interpretada és que ser es manté, en la possibilitat del no-res. Christian Sommer assenyala la connexió que Heidegger fa amb una llarga tradició que es remunta a Parmènides sobre la necessitat de pensar conjuntament ser i el no-res.
El fet que el "no ser", el no-res siga una possibilitat sempre present, ens porta a abandonar tota interpretació causal i a dirigir la nostra mirada cap al "esdeveniment de ser", que és ací l'esdeveniment mateix del qüestionament. Aquest esdeveniment portarà més tard el nom d'Ereignis, convocat per a reflexionar pel seu perquè. L'esdeveniment d'aquesta qüestió considerat essencial es qualifica d'"historial", geschichtlich, el que la ciència històrica no pot pas fer. Françoise Dastur parla d'una mirada "historial" perquè aquesta mirada revela les relacions essencials amb els éssers, transporta simbòlicament el Dasein històric al lloc de la seua procedència, un lloc des del qual només ell pot ser entés, entendre i assumir lliurement la seua pròpia història.
El més destacable de la qüestió fonamental és que l'ésser es manté en la possibilitat del no-ser, sobretot per a la segona part de la pregunta "Per què hi ha l'ésser en general més que no-res?". Aquest és el cas de tots els éssers, naturals o no, persones o déus, però igualment el "perquè de preguntar" que és en si mateix un ser. De nou, però, del nostre "Ser-Allà", que per aquesta qüestió es manté, per dir-ho així, en suspensió, mig ser, mig no ser. Amb aquest tipus de flotació, sembla que la qüestió ja no concerneix l'ésser, sinó "ser", que és saber per què l'ésser com a tal és, i se'n dedueix, segons Heidegger, que la qüestió adreçada directament a l'ésser n'aixopluga una altra de més original, una qüestió implícita i preliminar essencial: "què hi ha del ser?", subratlla Christian Sommer.
Aquesta alternativa entre ser i no ser, aquesta possibilitat que es revela amb la interrogació, pertany a l'ésser mateix, no és el nostre fet, una simple curiositat psicològica, perquè quan qüestionem el ser de l'ésser com a tal, estem qüestionant implícitament l'ésser, ja l'hem d'entendre implícitament d'alguna manera com a ésser, si no no podríem pas qüestionar el ser de cap ésser, concreta Heidegger.
Entendre l'ésser troba les seues condicions de possibilitat en l'existència mateixa de l'individu, que manté una relació amb els éssers, com apareix en la qüestió fonamental, a partir d'una obertura prèvia al no-res, és a dir, a l'ésser dels éssers.

### La procedència
Heidegger escriu:"La història com a procedència" no significa res semblant al passat […] ni és la simple actualitat de hui que no s'origina sinó en el venir i passar […] En la "pregunta" del "nostre ser-hi" (Dasein) és convocat abans de la seua història, és a dir, abans de la seua "procedència", cridat per decidir-se en ella". En la pregunta hi ha la possibilitat que el "ser-hi" humà per redescobrir allò que sempre ha fonamentat la seua relació essencial amb l'ésser com a tal en la totalitat i obrir-se així a possibilitats i futurs desconeguts. Per això convé repetir l'inici del nostre Dasein històric per trobar els camins cap a un altre començament. La repetició no consisteix pas en un simple retorn sinó que "requereix allò que porta la nostra pròpia història, però roman imperceptible als ulls dels historiadors".
Amb l'exhumació del patrimoni, (aquest llibre) pretén obrir un camí que ens permeta entendre allò que ens determina, i copsar la nostra tradició des de l'origen, açò és, "entreveure des de la nostra situació el mateix fet que, tanmateix, va ocórrer en el passat (que es repeteix hui), com passarà en el futur", escriu Servanne Jollivet.
Si la primera part de l'assaig pretén mostrar el poder ocult de la qüestió en l'època del nihilisme, la segona part tracta de trobar les empremtes del que queda de la nostra relació amb l'ésser mitjançant l'àmbit lingüístic i l'etimologia de la paraula "ser". Per retorn al principi cal entendre un retorn a l'origen grec, que no té, però, cap altre objectiu que traure a la llum, en paraules dels primers pensadors, la dinàmica que fa la història. Marlène Zarader remarca l'interés de mirar el que ella anomena les paraules fonamentals physis, logos, aleteia, com a paraules dipositàries d'una experiència no pensada.

### La història de l'ésser com a destí

#### Quan ser es deiaPhysis
És sobre la base d'una experiència fonamentalment poètica que els grecs van aprendre què era φύσις i més tard van poder entendre, a partir d'aquesta obertura, la natura en el sentit restringit tal com l'entenem. Per als grecs, φύσις abraça absolutament tots els éssers, coses naturals o no, persones o déus, coses físiques o idees, considerades en la seua aparença pura, en la ingenuïtat d'una mirada que fa temps que hem perdut. La φύσις serà: "allò que floreix d'ell mateix, el fet de desplegar-se obrint-se i, en tal desdoblament, fer la seua aparició, ser en aquest aparéixer i romandre-hi".
El que Heidegger descobreix en la visió dels antics grecs sobre la φύσις, en concret en les obres dels tràgics com Sòfocles, és una φύσις que concerneix a tots els éssers, tots els quals tenen el tret principal d'emergir en un pur autodesdoblament, corresponent a una "manifestació de l'ésser", sense que calga tenir en compte la mirada prèvia d'un observador.
La φύσις s'estenia a la totalitat del ser: "és el mateix ésser mitjançant el qual només l'ésser és observable" ens diu Heidegger;"el nom propi de l'ésser", hi afegeix Jean Grondin. El que han d'afrontar els grecs és la sobreabundància, la "influència de l'ésser", fins i tot la seua violència, ens diu Gérard Guest; violència a la qual els humans s'oposen amb la seua contraviolència, feta d'astúcia, metis i mesura (de techné (τέχνη). A la pàgina 165 de l'edició de Gallimard hi ha la primera aparició de la noció de Machenschaft, nota Jean-François Courtine. Heidegger dedica unes quantes línies a mostrar un vincle genealògic entre la Machenschaft contemporània i la techné grega.
Preguntar sobre la φύσις és preguntar per "l'ésser en si", però també sobre "l'ésser com a tal": aquestes dues preguntes són una de sola per als antics grecs. És una "pregunta" essencialment metafísica, també, però, totalment històrica.

#### Des del "ésser en si» al «ésser com a tal»
És en aquest curs, assenyala Laszlo Tengelyi, en què es va establir clarament la distinció entre la qüestió que aborda el ser de l'ésser i la qüestió que apunta directament a l'ésser sense tenir en compte el ser. La primera es pot considerar com la qüestió rectora de tota la història de la filosofia o de la metafísica, l'altra que té com a objectiu l'ésser com a tal: és qualificada per Heidegger com a "qüestió fonamental". La qüestió que concerneix "el ser com a tal, és d'essència i origen diferent" de la pregunta adreçada als éssers, afirma Heidegger. Per a qui qüestiona el "ser com a tal", és clar que aquest roman "oblidat" de la metafísica, que no té com a objectiu la "qüestió del ser" sinó el ser de l'ésser.
En el pensament del filòsof, aquesta teorització sobre l'"oblit de ser" no és ni un error ni un pecat original dels metafísics; és el ser mateix, en retirar-se, que es presenta a l'empara de l'oblit. El Leteu forma part de l'alétheia.
L'"oblit de ser", tan sovint evocat, i amb el qual Heidegger caracteritza la història de la metafísica, es revela com el destí de tota una època. "Sota el signe de la ciència positiva i la seua aplicació tècnica, aquest oblit s'afanya cap a la seua finalització, sense deixar res al seu costat que pogués beneficiar-se d'un ésser més autèntic en un món reservat a allò "sagrat", observa Hans-Georg Gadamer.

#### La lluitaπόλεμοςés l'essència de tot ésser
Jean-François Courtine parla, a propòsit d'aquest famós text que ha estat objecte de múltiples traduccions, d'una nova aparició del fragment 53 d'Heràclit, massa sovint malinterpretat, en què es diu: "el conflicte és el pare de totes les coses", ja presentat en un curs 1933-1934 dedicat a Vom Wesen der Wahreit. Heidegger entén el πόλεμος (polemos). En una carta a Carl Schmitt, de la qual ha informat Jean-François Courtine, especifica que qualsevol explicació del fragment ha de fer referència al concepte de veritat.

### Ser i paréixer
Heidegger adopta el punt de vista oposat a l'opinió tradicional que els considera antinòmics, tot plantejant la idea que Heràclit i Parmènides diuen bàsicament el mateix sobre l'esdevenir, per insistir més en l'altra distinció: la de "ser i paréixer", la qual cosa li permet exposar el paper principal de la doxa (δόξα) en la determinació de l'ésser grec.
Basat en el significat positiu del verb paréixer , Heidegger, segons Jean Greisch, mostraria la seua comprensió grega del fenomen i de la fenomenologia. Així confirmaria l'ordre de derivació dels tres significats irreversibles dels modes d'aparició: la brillantor i la lluentor d'una cosa; l'aparença entesa com a manifestació; i l'aparença purament il·lusòria del que dona el canvi.

#### La lluita entre ser i paréixer
Entre els punts de vista del llaurador o llauradora que veu eixir el sol i el de l'astrònom que sap que la terra gira, s'enfronten dues veritats que, en no ser pas del mateix ordre, no es poden invalidar mútuament. És la lluita entre el ser i l'aparença que els grecs enfrontaren ferventment, fins que Plató arribà a interrompre-la amb la teoria de la idea atemporal, considerada a partir d'ara com a veritable ser. Per a Heidegger, Èdip rei és l'expressió més perfecta de la tragèdia de l'aparença. "Èdip, que al principi és el salvador i amo de l'estat, en l'esplendor de la glòria i la gràcia dels déus, és expulsat d'aquesta aparença, que no és una simple visió subjectiva que Èdip tindria de si mateix, sinó on té lloc l'aparició del seu ser."
En última instància, la revelació del seu ésser el revelarà com l'assassí del seu pare i el marit incestuós de sa mare. "La veritat assetja la ciutat", en paraules del mateix Heidegger, mentre Èdip avança cap a aquesta amb pas decidit, una veritat que, a la fi, no podrà pas suportar, fins al punt d'arrancar-li els ulls. Heidegger veu en aquest mite l'expressió de la passió de l'individu grec pel desvetllament de l'ésser, per la seua lluita. L'ésser com a aparença no és menys poderós que l'ésser d'alétheia  d'allò desvetlat. Heidegger també fa referència a aquest poema tardà de Hölderlin, en què diu "El rei Èdip potser té un ull de més".

#### A l'ésser li agrada amagar-se
Es diu que Heràclit afirmava en el seu fragment número 123 "Φύσις κρύπτεσθαι φιλεῖ ", és a dir, "a l'ésser li agrada amagar-se", segons la interpretació de Heidegger de la phusis, que, ací, en l'essència d'aquesta frase, es veu portat a afirmar no sols el poder de l'aparença, sinó també que l'ésser de la phusis dona evidències i punts de vista que, segons allò que implica l'aparença i, en conseqüència, necessàriament i constant, presenta una evidència que cobreix i manté latent amb precisió allò que l'ésser és en realitat, açò és, allò que és en no latència.

## L'ésser de la persona en el punt d'inflexió
És al quart capítol de la Introducció a la metafísica, amb motiu del "retall", segons l'expressió de Jean Greisch de la qüestió de l'ésser en relació amb les distincions tradicionals [esdevenir, aparença, pensament, possibilitat de ser], a poc a poc està sorgint un nou disseny de l'ésser humà. En aquest viatge, assenyala Françoise Dastur, Heidegger es basarà com a mínim tant en les paraules fonamentals dels pensadors presocràtics Heràclit i Parmènides com en els poemes i tragèdies grecs, en especial en Antígona i Èdip rei, de Sòfocles.
A la secció dedicada a la divisió entre "ser i pensar", Heidegger exposa en aquest sentit la seua visió de l'ésser de l'individu, que precedeix amb un llarg desenvolupament, remuntant-se a l'origen, sobre l'essència d'aquesta escissió. La comprensió de l'ésser humà dependria estretament de la comprensió d'aquesta divisió. La distinció entre les dues nocions "ser i pensar", que en el llenguatge dels presocràtics s'anomenaven logos i phusis, sorgeix d'una copertinença primària, d'una pertinença originària del pensament a l'ésser. L'experiència grega de l'ésser s'anomena Phusis. Tota l'obra de Heidegger consisteix, començant per Heràclit, a reunir "Phusis" i "Logos", aquest últim també és l'origen del "pensament", en un moment en què la distinció entre "pensament" i "ser" o "Phusis" no té raó de ser.
Per tant, Heidegger els acollirà i els entendrà de manera diferent a com ho fa la tradició, sobretot pel que fa a la lògica, hereva del logos arcaic, la pretensió del qual de definir-se com a doctrina del pensament seria exagerada.

### La qüestió preliminar del significat del logos
Hi ha un enigma del Logos, ja que si el significat originari era realment 'dir' i 'parlar', explica Heidegger, el seu significat originari és diferent; aquest altre significat s'ha esvaït, i 'dir' o 'discurs' és només un significat derivat. És a partir de l'etimologia del terme λόγος i particularment de la seua forma verbal λέγειν, que Heidegger cercarà aquest significat originari, que li apareixerà com a 'triar', 'collita', 'refugi'. Al final d'una llarga meditació, sobre la frase dels pensadors inicials Heràclit i Parmènides, la paraula λόγος, substantiu del verb λέγειν, no tindria com a significat principal "que és de l'ordre de la parla, però que recull el present, el deixa estés davant i així el conserva protegint-lo en la presència".
"El logos, amb aquesta tesi, està equipat amb tres determinacions complementàries essencials", que Éliane Escoubas  resumeix, és a dir: "constància, permanència, allò que uneix i manté unit, […] i allò que es desplega sobiranament en el seu regnat". El fragment 50 d'Heràclit afirma: "si no soc jo sinó el λόγος que heu sentit, és savi dir, d'acord amb ell: Un és Tot"). Aquest fragment 50 es considera el fragment clau per a una comprensió més profunda del logos. La frase obri el camí a una doble interpretació, dues maneres d'escoltar: o bé l'escolta de les simples paraules humanes d'Heràclit, o bé l'escolta del λόγος en les paraules d'Heràclit, amb les paraules d'Heràclit, que tradueix un altre tipus d'escolta i comprensió."El logos porta allò que apareix, allò que passa i s'estén davant nostre, per mostrar-se, per fer-se veure en la llum". Per la seua banda, Parmènides diu, en la interpretació de Heidegger, no que "el pensament i l'ésser siguen el mateix, sinó que l'aprehensió i l'ésser es pertanyen recíprocament".
«Si el pensament no és una possessió humana, sinó, al contrari, allò que ell posseeix», segons el que Heidegger extrau de la lectura dels presocràtics, i també de la poesia tràgica grega, aleshores la pregunta "què és l'ésser humà?" només es pot plantejar amb la pregunta de l'"ésser". Heidegger dedueix que "l'aprehensió no és pas una facultat humana, sinó un esdeveniment que posseeix a l'ésser humà". El que es descobreix en aquesta paraula és "l'entrada a l'escena de l'ésser humà, en plena consciència, com a humà històric (guardià de l'ésser)". Heidegger continua intentant establir alguns punts de referència, entre d'altres: la determinació de l'essència humana no és mai una resposta, sinó essencialment una pregunta; la pregunta "què és l'ésser humà?" només es pot fer amb la pregunta sobre l'ésser, de l'ésser que se li obri, l'ha de transformar en ser, i constituir-s'hi.
Com que no es considera pas capaç d'entendre directament el pensament dels primers filòsofs, Heidegger demanarà ajut a la poesia, al primer cor de l'Antígona de Sòfocles, que creu que ens dona un esbós de l'ésser de l'individu per als grecs arcaics.

### L'estructura del primer cant
Jean Greisch enumera els tres trets principals que, segons Heidegger, es desprenen del que es diu sobre el Dasein humà en la tragèdia grega.

#### Un ésseraporètic
Primer sembla que l'ésser humà és un "ésser" metafísicament impossible de definir, l'essència històrica del qual només s'exposa en l'esdeveniment que constitueix la irrupció de l'existència.
És només en la seua relació amb això d'on [històricament] prové que l'ésser humà, en qüestionar-se, arriba a si mateix.
L'home grec és com Ulisses, el de totes les aventures, especialment les marítimes, el que experimenta passatges difícils, però també passatges intransitables, "sense eixida", és a dir, el que el llenguatge filosòfic anomenarà "apories". Sense llar, l'heroi grec experimenta la inquietant estranyesa de ser. Condemnat a aventures sense eixida, ἄπορος, canta el vers 360 del cor d'Antígona, que Heidegger tradueix com a "Res", l'ésser humà està condemnat a enfrontar-se al poder del No-res, "Menschen zum Platzhalter des Nichts".

#### El més inquietant dels animals
Ja a Être et Temps, amb la Befindlichkeit o disponibilitat, i el paper de l'angoixa, el Dasein, experimenta l'estranyesa del món que Heidegger resumeix en el concepte d' Unheimlichkeit, en què domina el sentiment de "no pertinença", en virtut del qual el Dasein és sempre un estrany en el seu món, fins i tot en el més familiar, com ho és per a si mateix. La Unheimlichkeit de l'ésser i el temps es transforma en Heimatlosigkeit o absència de lloc.
La mateixa perspectiva s'accentua encara més, segons Françoise Dastur, en Einführung in die Metaphysik, en especial per la interpretació del primer cor de l'Antígona de Sòfocles, en què l'ésser humà és descrit com a Deinos, δεινός, és a dir, que espanta o commou la imaginació, en ambdós sentits: passivament, com a exposat a la violència de l'ésser, i activament com a participant en aquesta violència. Heidegger utilitza, per a fonamentar el seu argument, la possible traducció de "no familiar" per a δεινός, Unheimlich en alemany, en el sentit d'extraordinari. Aquesta darrera traducció s'uneix a la que Heidegger volia fer del fragment èthos anthropô daimôn d'Heràclit. Heidegger conclourà que la millor definició grega de l'ésser humà és Deinatoton, "l'ésser més inquietant", com a tret fonamental de l'essència humana "a la qual sempre s'ha d'informar de les altres característiques".

#### Animal polític
Els grecs també atribuïen un altre significat al terme Deinatoton, el de 'violència', violència de la phusis, contra la violència humana. Aquesta darrera és només un incident, un fet que s'insereix en la phusis, en el joc de poders desencadenats que es despleguen i entren en l'escenari mundial. Exposat, l'home grec és una bretxa d'on esclata el poder de l'ésser.
En el sentit grec, el mot doxa, δόξα, s'empra per a glorificar un déu o un guerrer. Per al guerrer, honorant les seues gestes, s'hi estableix una reputació que s'estén enllà de la mort i l'efecte més sorprenent de la qual consisteix a donar-li, als ulls de tot el món, un element addicional de l'ésser.

### La sobreinterpretació heideggeriana
Heidegger no s'aferra al que es diu literalment al poema. La phusis i la techné [acció humana] van per força unides. La phusis necessita la techné per a aparéixer. L'humà n'és el més unheimlich [estranger] perquè està obligat pel fet de ser-hi, amb el risc de pertorbar la tranquil·litat de la llar, a escapar-ne per permetre la irrupció del poder subjugador de la phusis. El creador és qui n'empeny aquesta violència més enllà, només és una bretxa per al desplegament de l'ésser que permet que els poders desfermats de la phusis evolucionen i entren en l'obra del creador, com a història. No es tracta d'una qüestió d'hibris o d'excés, sinó de necessitat metafísica.

## Filosofia i cristianisme
Martina Roesner veu en Einführung in die Metaphysik "un resum dels principals motius al voltant dels quals gravita la crítica de Heidegger al cristianisme i a la filosofia cristiana". La posició crítica de Heidegger s'emmarca en el context polèmic virulent dels anys trenta a Alemanya sobre la relació entre fe i filosofia, una de les qüestions de la qual es referia al dret de l'Església catòlica alemanya a crear càtedres de "filosofia cristiana" no dins la Facultat de Lletres sinó de la Facultat de Teologia.
En el primer Heidegger, malgrat una crítica implacable a una "filosofia cristiana" desproveïda per a ell, en principi, de qualsevol interés científic, el cristianisme conservava tot el seu valor, com a paradigma de "vida artificial", tal com es revela en el seu curs sobre la Phénoménologie de la vie religieuse. Si, d'una banda, se suposa que la teologia necessita la filosofia per a esclarir l'origen existencial dels seus conceptes fonamentals, els principals continguts del pensament cristià, per la seua banda, han influït o enfosquit el significat inicial dels conceptes fonamentals de la filosofia.
Heidegger, en l'Einführung in die Metaphysik, s'inspira en Heràclit per a excloure el Déu cristià del centre de l'interés filosòfic, i restablir "el món i la terra com a motius essencials del pensament […] Ja no és pas un ésser particular o una estructura eterna i immutable allò que dona cos al principi del pensament i la racionalitat de l'ésser, sinó que és, contràriament, l'acció violenta de l'individu com a Dasein fonamentalment finit i mortal qui, en recollir l'ésser en aquest moment d'obertura que ell mateix és, el fa accessible i comprensible en el seu ésser".

## Un incident: la geofilosofia de l'Einführung
En aquest curs trobem consideracions famoses sobre la situació espiritual d'Alemanya, que es trobaria atrapada entre Amèrica i Rússia (p. 48). Aquestes consideracions del primer capítol, tretes del context teòric, es troben en el discurs del Rectorat dedicat a L'autoafirmació de la universitat alemanya, "un dels passatges obligatoris de qualsevol interpretació del compromís polític de Heidegger", en diu Marc Crépon.